# Sam Taylor (Jazzmusiker)
Sam „The Man“ Taylor (* 12. Juli 1916 in Lexington (Tennessee) als Samuel Leroy Taylor junior; † 5. Oktober 1990) war ein US-amerikanischer Jazz- und Rhythm-and-Blues-Musiker (Tenor- und Baritonsaxophon, auch Klarinette), der vor allem in Japan große Erfolge hatte.

## Leben und Wirken
Taylor kam aus einer musikalischen Familie und studierte an der Alabama State University, wo er im College Orchester spielte. Danach war er in der Band seines Bruders Paul in Gary (Indiana). 1937/38 spielte er bei Scatman Crothers (1910–1986), der später als Schauspieler bekannter war, und 1939 bis 1941 im Sunset Royal Orchestra. 1941 bis 1943 und 1945/46 war er in der Band von Cootie Williams, unterbrochen von einem Jahr 1944/45 bei Lucky Millinder. 1946 bis 1952 war er bei Cab Calloway, mit dem er 1951 eine Südamerika-Tournee unternahm und 1952 in der Karibik war. Danach wandte er sich mehr dem Rhythm and Blues zu. 1952 hatte er einen Erfolg mit dem Birmingham Boogie, aufgenommen mit seinen Blues Chasers (ein Quintett mit Taft Jordan Trompete, Milt Hinton Bass, Panama Francis Schlagzeug, Bert Keyes Piano).
Taylor leitete 1955/56 eine eigene Combo und war mit dieser oder solo ein gefragter Sideman bei Plattenaufnahmen. Auf der ursprünglichen Aufnahme von Shake, Rattle and Roll von Big Joe Turner spielte er das Saxophon. Er spielte viele Rhythm and Blues Platten als Leader ein und nahm außerdem unter anderem mit Louis Jordan (1956), Ray Charles (1953), Ella Fitzgerald (1953), Buddy Johnson, Sy Oliver, Quincy Jones, Mal Fitch und Lawrence Brown auf. Taylor leitete in den 1950ern als Nachfolger von Count Basie die Studioband für die Camel Rock’n Roll Dance Party des Discjockeys Alan Freed bei CBS.
Vor allem in den 1960er Jahren leitete Taylor eigene Bands, mit denen er auch aufnahm. Seine Swing-orientierte Platte Jazz for Commuters von 1958 ist als CD neu herausgekommen. Er spielt dort mit Charlie Shavers, Frank Rehak, Thad Jones, Georgie Auld, Budd Johnson, Hank Jones, Billy Bauer und seiner alten Rhythm-Section Milt Hinton und Panama Francis.
Ab 1960 war Taylor mehrfach in den 1960er und 1970er auf Japan-Tournee, 1963 unter anderem mit Dud Bascomb. Sein Album Mist of the Orient, das 2014 als CD erschien, wurde bereits 1961 in Japan aufgenommen und ab 1962 international vermarktet.

## Diskographische Hinweise
- Blue Mist (MGM, 1955)
- Jazz for Commuters (MetroJazz, 1958)
- More Blue Mist (MGM, 1959)
- Mist of the Orient (MGM, 1962, auch unter dem Titel In Japan)
- Misty Mood (Decca, 1962)
- Love You Tokyo (Crown, 1967)
- Ima Wa Shiawasekai (Crown, 1968)
- Hana to Namida (Crown, 1969)
- Bokyo Shiretokoryojo (Crown, 1971)
- Hit Melodies from Shi Retoko to Nagasaki (Crown, 1973)
- Onna No Sadame (Crown, 1974)
- The Blue Mood of Sam Taylor (MCA)
- Sax Supreme. The Singles and Albums Collection. 1949 -1958 (Acrobat 2023)